# كارين كاشمان
كارين كاشمان (بالإنجليزية: Karen Cashman)‏ هي متزلجة على مسار قصير أمريكية، ولدت في 15 ديسمبر 1971 في بليموث في الولايات المتحدة.

## وصلات خارجية
- كارين كاشمان على موقع أوليمبيديا (الإنجليزية)